# Net Filter Discrimination
L'utilizzo efficiente dello spettro radio impone di utilizzare canali di trasmissione con la minima distanza possibile in frequenza; questo comporta la necessità, per un sistema di ricezione, di filtrare in maniera efficace gli interferenti trasmessi sui canali adiacenti.

Nell'ambito dei ponti radio digitali a microonde, per caratterizzare la capacità di un sistema di ricezione di attenuare i segnali interferenti si utilizza il concetto di NFD (Net Filter Discrimination).

## Definizione
Sia u il segnale utile, i il segnale interferente e Δf  la distanza in frequenza tra i valori di centro banda dei due segnali; siano inoltre pu la potenza di u e pi la potenza di i residue, nella banda del ricevitore, dopo il filtraggio di ricezione; siano infine putx e pitx le potenze trasmesse dei segnali utile ed interferente.

Si definisce NFD il seguente valore in dB: {\displaystyle NFD(\Delta f)=10Log({\frac {pu_{rx}}{pu_{tx}}}:{\frac {pi_{rx}}{pi_{tx}}})}

Nel caso in cui il segnale interferente abbia origine da un sistema di trasmissione identico a quello del segnale utile, le potenze trasmesse si semplificano e l'NFD assume la forma più semplice: {\displaystyle NFD(\Delta f)=10Log({\frac {pu_{rx}}{pi_{rx}}})}

L'NFD è quindi un parametro di qualità del sistema di ricezione che quantifica la sua capacità di attenuare i segnali interferenti.

## Stima
La potenza trasmessa (sia utile che interferente) è l'integrale dello spettro di potenza di trasmissione P( f ) del segnale:
{\displaystyle p_{tx}=\int _{B}^{}P(f)df}; la potenza ricevuta (sia utile che interferente) è l'integrale del prodotto tra lo spettro trasmesso e la funzione di trasferimento del canale H( f ) valutata allo stadio di decisione nel ricevitore: {\displaystyle p_{rx}=\int _{B}^{}P(f)H(f)^{2}df}.

Si consideri ad esempio il caso, illustrato in Figura 1, di sistemi identici che utilizzano canali trasmissivi adiacenti; in questo caso si può utilizzare la formula semplificata.

Per stimare l'NFD si deve calcolare il rapporto tra le aree degli spettri di potenza: verde (segnale utile) e rosso (segnale interferente).

Ad esempio nel caso illustrato si ottiene NFD = 43.5 dB.

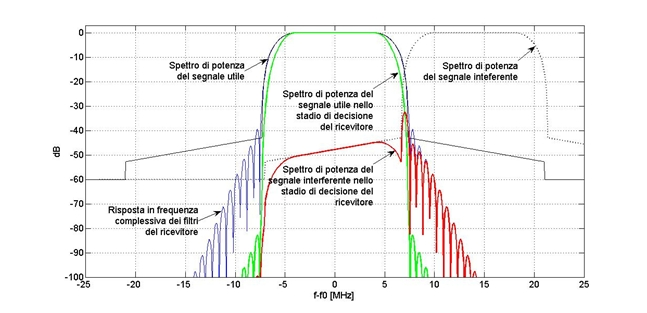
Figura 1 - Esempio di stima di NFD; misura delle potenze: utile ed interferente nella banda del ricevitore

La stima dell'NFD viene fatta abitualmente con metodi numerici in quanto i dati di ingresso sono: gli spettri misurati con l'analizzatore e le risposte in frequenza dei filtri del ricevitore, e quindi i dati sono di solito disponibili sotto forma di spettri campionati.

Nel caso in cui la sagomatura del segnale trasmesso e la risposta in frequenza del filtro di ricezione sono di tipo RRC, ossia a radice di Filtro a coseno rialzato (Root of Raised Cosine) si possono fare anche dei calcoli analitici.

## Calcolo analitico
L'espressione analitica della risposta in frequenza di tipo RRC è riportata in Figura 2.

In essa Ts rappresenta il tempo di simbolo, ro il fattore di roll-off (ro=0.35 per gli spettri rappresentati) e CS la distanza in frequenza del segnale interferente.

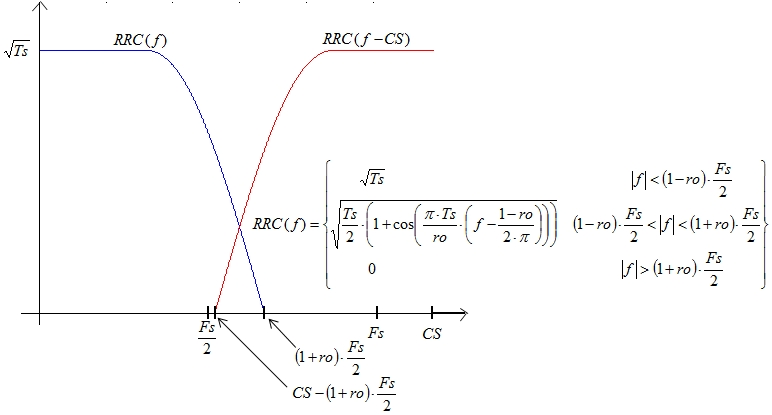
Figura 2 - Calcolo analitico di NFD con spettri di tipo RRC

Nel calcolo si considerano sistemi dello stesso tipo; in base alla definizione data di NFD è quindi sufficiente calcolare le potenze ricevute.

Si ha:

{\displaystyle pu_{rx}=\int _{-(1+ro){\frac {F_{s}}{2}}}^{(1+ro){\frac {F_{s}}{2}}}(RRC(f)\cdot RRC(f))^{2}df={\frac {T_{s}}{4}}(4-ro)}

{\displaystyle pi_{rx}=\int _{CS-(1+ro){\frac {F_{s}}{2}}}^{(1+ro){\frac {F_{s}}{2}}}(RRC(f)\cdot RRC(f-CS))^{2}df={\frac {T_{s}(CS\cdot T_{s}-ro-1)\cdot cos({\frac {\pi }{ro}}(CS\cdot T_{s}-1))}{8}}+}

{\displaystyle -{\frac {3T_{s}\cdot ro\cdot sin({\frac {\pi }{ro}}\cdot (CS\cdot T_{s}-1))}{8\pi }}-{\frac {T_{s}}{4}}\cdot (CS\cdot T_{s}-ro-1)}

Chiamando λ={\displaystyle {\frac {CS}{F_{s}}}} la distanza in frequenza normalizzata alla frequenza di simbolo, si ottiene allora la formula seguente:

{\displaystyle NFD=10Log({\frac {pu_{rx}}{pi_{rx}}})=10Log({\frac {2\pi (4-ro)}{\pi (\lambda -ro-1)\cdot cos({\frac {\pi }{ro}}(\lambda -1))-3\cdot ro\cdot sin({\frac {\pi }{ro}}(\lambda -1))-2\pi \cdot (\lambda -ro-1)}})}

In Figura 3 è rappresentata una famiglia di curve di NFD vs roll-off, avente come parametro la distanza in frequenza λ, calcolate in base alla formula precedente.

Si sono limitati i valori dei parametri a quelli che, nella maggior parte dei casi, sono d'interesse pratico.

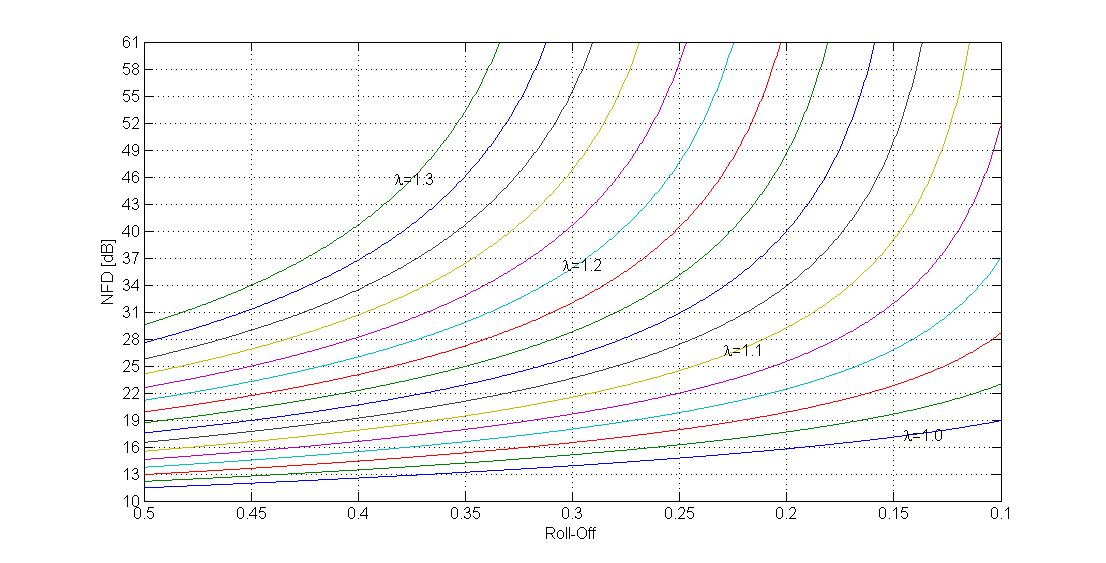
Figura 3 - Famiglia di curve di NFD vs fattore di Roll-Off con risposta in frequenza di tipo Radice di Coseno Rialzato (RRC)

## Valore desiderato
La normativa per la certificazione dei sistemi radio (in Europa gli standard sono emessi dall'ETSI - Istituto Europeo per gli Standards nelle Telecomunicazioni) stabilisce che un segnale interferente, che utilizzi un canale adiacente a quello di servizio e che abbia una fissata potenza trasmessa, non deve degradare la prestazione di un ricevitore oltre una certa soglia; questo comporta che il valore di NFD del ricevitore deve essere superiore a un certo valore minimo.

Il minimo valore di NFD richiesto dipende dal formato di modulazione digitale utilizzato, poiché le modulazioni con pochi livelli sono più robuste nei confronti dei segnali interferenti.

Nella pratica si ha la specifica di trasmettere una certa bit-rate r sul canale assegnato; in base alla bit-rate e al canale si sceglie allora il formato di modulazione; a seconda del numero di livelli di segnale si ha numero n di bit/simbolo e di conseguenza una frequenza di simbolo Sr=r/n.

Si deve allora garantire che: 1) lo spettro del segnale rispetti la maschera delle emissioni spettrali prevista per quel canale e che 2) il ricevitore sopporti, senza degradare il tasso di errore, la presenza di segnali interferenti sui canali adiacenti.

Le scelte del formato di modulazione e della conseguente frequenza di simbolo devono essere quindi fatte tenendo in considerazione sia lo spettro trasmesso sia l'NFD del ricevitore (il solo rispetto della maschera non comporta che il segnale sia protetto dagli interferenti in quanto questo requisito dipende, oltreché dallo spettro, anche dalla modulazione).

A questo punto un parametro a disposizione, nel caso di segnali con spettro RRC, è il roll-off; in caso di NFD inferiore al valore desiderato, si può diminuire il fattore di roll-off (si vedano le curve di Figura 3); un rol-off più basso ha però un costo, poiché costringe a utilizzar più risorse nei circuiti digitali che trattano il segnale in banda base.

## Misura fatta in laboratorio
In Figura 4 è descritto un metodo che è utilizzato in laboratorio per misurare l'NFD.

Si tratta di fare due misure di tasso di errore facendo variare il guadagno di un attenuatore; nella Misura 1 un segnale interferente si sovrappone al segnale utile nello stesso canale di trasmissione (si parla di interferente co-canale ICC); nella Misura 2 l'interferente subisce, prima di essere sommato al segnale utile, una traslazione in frequenza corrispondente alla posizione del canale adiacente (interferente da canale adiacente IAC).

In entrambe le misure, in corrispondenza del tasso di errore stabilito, si registra il valore di Gvar[dB] impostato sull'attenuatore e si ricava il corrispondente valore di C/I [dB].

Si assume l'ipotesi che, a parità di potenza interferente, l'effetto (sul tasso di errore in ricezione) di un interferente trasmesso sullo stesso canale sia lo stesso di un interferente trasmesso sul canale adiacente.

Le simulazioni hanno illustrato che questa ipotesi è valida solamente se il formato di modulazione è sufficientemente complesso (ossia con molti livelli di segnale).

Infatti, in questo caso la distribuzione statistica dei campioni di disturbo dovuti al segnale interferente, è in entrambi i casi (interferente CC e interferente AC) una gaussiana.

Se invece la modulazione è a pochi livelli, la distribuzione dei campioni di disturbo dovuta ad un interferente CC non è una gaussiana ma una distribuzione con delle code meno pronunciate; questo comporta che a parità di potenza interferente gli errori sono di meno; in altre parole serve una potenza interferente più grande per avere lo stesso tasso di errore.

In conclusione risulta che la misura di NFD, fatta con il metodo descritto, è leggermente conservativa (NFD inferiore a quello reale).

La differenza tra i valori di C/I misurati fornisce una misura della protezione che i filtri del ricevitore garantiscono nei confronti di un interferente trasmesso sul canale adiacente; trattasi appunto dell'NFD.

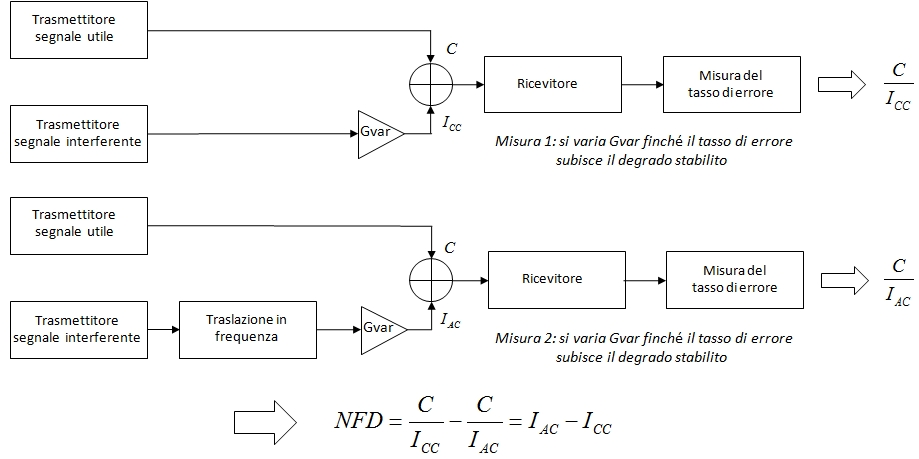
Figura 4 - Misura di NFD in laboratorio; confronto tra i C/I nel caso di interferenti CC e AC a parità di degrado della soglia di ricezione a tasso di errore fissato

## Riferimenti
Per la definizione di NFD:

ETSI TR 101 854 – Fixed Radio Systems; Point-to-point equipment; Derivation of receiver interference parameters useful for planning fixed service point-to-point systems operating different equipment classes and/or capacities Ver. 1.3.1 – 2005
Per la definizione dei requisiti di NFD e per una descrizione del metodo di test:

ETSI EN 300 786 – Fixed Radio Systems; Point-to-point equipment; Sub-STM-1 digital radio systems operating in the 13 GHz, 15 GHz and 18 GHz frequency bands with about 14 MHz co-polar channel spacing Ver. 1.2.1 – 2003